# 搭乘A号列车
《搭乘A号列车》（Take the 'A' Train）是由比利·史崔洪创作的爵士标准曲，曾作为艾灵顿公爵乐团的标志名曲。在艾灵顿和史崔洪合作的众多曲目中，该曲可以说是最著名的作品。

## 背景
美国作曲家、作家和发行商协会（ASCAP）于1940年颁布的新版权政策，迫使艾灵顿公爵乐团不得不使用史崔洪的乐曲作为其标志曲目。

## 历史
从1930年代开始，电台播放现场音乐成为了音乐娱乐的主要形式。音乐电台一般会从美国作曲家、作家和发行商协会购买音乐版权，以授权播放音乐家的曲目。当美国作曲家、作家和发行商协会大幅提升电台版权费用后，绝大部分的美国电台都表示不再购买1941年的新版权，并放弃播放该协会的音乐，这使得包括艾灵顿在内的许多ASCAP成员，都无法通过电台播放自己的音乐。另一方面，由于美国作曲家、作家和发行商协会的竞争对手广播音乐公司（BMI）则提供更低廉的版权费用，许多电台开始购买广播音乐公司的音乐版权。于是，为了夺回播放音乐的权利，艾灵顿转而求助于史崔洪和默瑟·艾灵顿（艾灵顿公爵之子），他们都是广播音乐公司旗下的签约音乐人。
“（艾灵顿公爵）想为整个乐团写下全新的篇章。”墨瑟回忆道。
《Take the 'A' Train》便是史崔洪创作的众多曲目之一，它取代《Sepia Panorama》成为乐团的标志曲目。墨瑟称他最早是在垃圾桶中找到了史崔洪扔掉的乐曲初稿，只因为史崔洪认为它听起来太像弗莱彻·亨德森的曲目。该曲最早录制于1941年1月15日，并作为爵士标准曲被播放。而它第一个商业（也是最著名的）版本则录制于1941年的2月5日。
该曲创作于 1939 年，其灵感来自于艾灵顿和史崔洪之间的轶事。当时，艾灵顿公爵刚提供给史崔洪一份工作，并资助了他从匹兹堡前往纽约的费用。为指明方向，艾灵顿给史崔洪写下了到他家的地铁路线。而路线的开始，便是“ 搭乘A号列车（Take the 'A' Train）。'A' Train 具体指的是纽约 A 号地铁线。在当时，该线路由1936年开通的弗尔顿街道线开始，穿过东布鲁克林，并由 1932 年开通的第八大道线，直通达哈林和北曼哈顿。众所周知，这条线路成为了乐曲的主题，并被后人津津乐道。
另外，史崔洪是弗莱彻·亨德森的狂热爱好者。关于乐曲的创作，他在斯坦利·丹斯的书籍《艾灵顿公爵的世界（The World Of Duke Ellington)》中这样回忆道：“有一天，我正在思考他的音乐风格，以及他创作的音乐中小号、长号和萨克斯的演奏方式。然后，我觉得我也应该试试。”
尽管史崔洪声称他为《Take the 'A' Train》撰写了歌词，但是歌词的最早版本被公认由Delta Rhythm Boys创作。而艾灵顿乐团最终采用的歌词版本则由时年二十岁的霍亚·谢里尔（1944）所撰写。其创作过程简单直接：她在底特律的家中，边听收音机边写下了歌词。为此，他的父亲，一位著名的底特律黑人运动家，专程会见艾灵顿并告知此事。艾灵顿对霍亚所作歌词表示欣赏。鉴于霍亚出众的气质和非凡的唱功，以及她对于该曲的情有独钟，艾灵顿正式聘请她为乐团的歌手，并同时采纳她的歌词作为《Take the 'A' Train》的最终版本。
另外，作为与艾灵顿乐队演奏该曲最多的声乐家，小号手雷·南希用众多拟声合唱增强了歌曲力度。同时，他也负责乐曲41年版本中的小号独奏。该版本中，他的小号演奏是如此天衣无缝，以至后人争相模仿。
艾拉·费兹洁拉从1957年开始，多次演奏并录制该歌曲。其现场版本，收录于她1961年 Verve 发行的《Ella in Hollywood》。另外，该乐曲41年版本也被收录于游戏《俠盜獵車手IV》中的 JNR 爵士电台。